# Февраль 1971 года

Список событий февраля 1971 года.

## События

### Политические события
- 2 февраля министр иностранных дел Испании Г. Лопес Браво заявил о намерении правительства добиваться вхождения страны в «Общий рынок».
- 4 февраля — армия Южного Вьетнама силами около 20.000 человек начинает военную операцию в восточной части Камбоджи.
- 5 февраля — вступило в силу подписанное социалистическими странами во главе с СССР соглашение о создании Международного инвестиционного банка с местоположением в Москве.
- 7 февраля — на референдуме в Швейцарии большинство проголосовало за предоставление женщинам права участия в выборах.
- 8 февраля — после массированных бомбардировок ВВС США в южные районы Лаоса вторгается армия Южного Вьетнама, имеющая задачу перерезать пути снабжения вьетнамских партизан.
- 9 февраля состоялись заседание Совет Безопасности ООН № 1565 и Комитета Совета безопасности по приему новых членов по вопросу принятия Бутана в члены ООН.
- 10 февраля состоялось заседание Совета Безопасности ООН № 1566 по вопросу принятия Бутана в члены ООН. Решением Совета рекомендовано Генеральной Ассамблее ООН принять Бутан в члены Организации Объединённых Наций.
- 13 февраля — вступила в силу новая конституция Верхней Вольты. Премьер-министром назначен Жерар Уэдраого.
- 15 февраля — правительство Египта заявило, что берёт на себя обязательства прекратить всякие претензии и состояние войны с Израилем, признать его суверенитет и территориальную целостность, если Израиль возьмёт на себя те же обязательства.
- 21 февраля
  - В Уганде захвативший власть генерал Иди Амин взял на себя обязанности президента республики.
  - Правительство Израиля очередной раз подтвердило свой отказ вывести войска с арабских территорий.
- 22 февраля — в Сирии исполняющим обязанности президента (вместо председателя Народного Совета Саида Ахмеда аль-Хатыба) стал премьер-министр генерал Хафез Ассад.
- 23 февраля — полиция и правительственные войска Италии восстановили контроль над городом Реджо-ди-Калабрия. Неофашистское городское восстание, продолжавшееся с июля 1970, в целом подавлено.
- 24 февраля — активисты еврейского правозащитного движения в знак протеста против запрета на выезд из СССР захватывают помещение Приёмной Президиума Верховного Совета СССР[источник не указан 2703 дня].
- 25 февраля — ушло в отставку правительство Йеменской Арабской Республики во главе с Мохсен Ахмед аль-Айни. Исполняющим обязанности премьер-министра стал Абд ас-Салам Сабра[1].
- 27 февраля — в Колумбии после студенческих выступлений в городе Кали введено чрезвычайное положение и закрыты все университеты.
- 28 февраля — на референдуме в княжестве Лихтенштейн мужчины высказались против предоставления женщинам права участия в выборах.

### Церковные события
- 24 февраля — определением Священного Синода Русской православной церкви на территории Западной Германии, будучи выделена из Берлинской епархии Среднеевропейского Экзархата, учреждена Баденская и Баварская епархия.

### Международные документы
- 2 февраля 1971 года принята Рамсарская конвенция о водно-болотных угодьях 1971 года (англ. The Convention on Wetlands of International Importance, especially as Waterfowl Habitat, the Convention on aquatic species and some birds, полное название: Конвенция о водно-болотных угодьях, имеющих международное значение главным образом в качестве местообитаний водоплавающих птиц).

- 21 февраля 1971 года в Вене подписана Конвенция о психотропных веществах[2] (англ. Convention on Psychotropic Substances, Венская конвенция 1971 г.) ― договор ООН, направленный на борьбу со злоупотреблениями психотропными веществами и предотвращение их незаконного оборота. (Вступила в силу в августе 1976 г. По состоянию на ноябрь 2008 г. к конвенции присоединилось 183 государства).

### Спортивные события
- Группа C чемпионата мира по хоккею с шайбой 1971
- Кубок СССР по лыжным гонкам 1971
- Чемпионат Европы по фигурному катанию 1971
- Чемпионат мира по фигурному катанию 1971
- Чемпионат мира по бобслею 1971
- Чемпионат мира по конькобежному спорту в классическом многоборье 1971
- Чемпионат мира по конькобежному спорту в классическом многоборье среди женщин 1971
- Чемпионат мира по хоккею с шайбой 1971
- Чемпионат СССР по лёгкой атлетике в помещении 1971

### События в авиации
- 23 февраля — первый полёт первого серийного Saab 37 Viggen, шведского многоцелевого истребителя.

## Праздники и международные дни
- 2 февраля — Всемирный день водно-болотных угодий

## Родились
- 1 февраля
  - Майкл Си Холл, американский актёр.
  - Георгий Черданцев, российский спортивный комментатор.
  - Ребекка Крескофф, американская актриса
  - Адриана Лесса, бразильская актриса и диктор радио.
- 2 февраля — Арли Жовер, испанская киноактриса.
- 3 февраля — Элиза Донован, американская актриса, писательница, кинопродюсер, танцовщица, гимнастка и конник.
- 5 февраля — Сара Линн Эванс, американская кантри певица и композитор.
- 6 февраля — Пётр Чернышёв, советский, российский и американский фигурист.
- 7 февраля
  - Анита Цой, российская певица, заслуженная артистка России.
  - Эссенс Аткинс, американская актриса.
- 8 февраля — Сьюзан Миснер, американская актриса.
- 9 февраля
  - Рэйчел Бек, австралийская актриса.
  - Шэрон Кейс, американская актриса мыльных опер.
- 10 февраля — Лиза Мари Варон, американский реслер и бывший культурист.
- 11 февраля — Дэмиэн Льюис, британский актёр, продюсер.
- 15 февраля — Рене О’Коннор, американская актриса, продюсер и режиссёр.
- 16 февраля — Аманда Холден, британская актриса и телеведущая.
- 17 февраля — Дениз Ричардс, американская актриса.
- 19 февраля — Лиза МакКьюн, австралийская актриса.
- 20 февраля — Яри Олави Литманен, финский футболист.
- 21 февраля — Леа Салонга, филиппинская певица и актриса
- 24 февраля — Кристофер Луц, немецкий шахматист, гроссмейстер (1992).
- 25 февраля — Шон Астин, американский актёр, режиссёр, продюсер.
- 26 февраля — Элен Сегара, французская певица.
- 27 февраля
  - Анна Никитична Толстая (Фёкла Толста́я), российская журналистка, радио- и телеведущая.
  - Розонда Томас, американская R’n’B / поп-певица, танцовщица и актриса, участница группы TLC.
  - Эвелина Хромченко, российский журналист, телеведущая и писательница.
- 28 февраля
  - Максин Банс, американская актриса.
  - Таша Смит, американская актриса.